# Dodge Forza
Der Dodge Forza ist eine seit dem 17. Juni 2013 in Venezuela angebotene Stufenhecklimousine der unteren Mittelklasse. Hergestellt wird der Dodge Forza im Werk Valencia. Es handelt sich um ein Schwestermodell des Fiat Siena EL, eines modernisierten Siena der ersten Modellgeneration. Das Modell gilt als indirekter Nachfolger der Modelle Dodge Neon und Dodge Brisa.
Angetrieben wird der Wagen von einem Vierzylinder-Fire-Ottomotor mit 1,4 Liter Hubraum und einer Leistung von 58 kW. Zwei Autogas-Zylindertanks sind im Kofferraum des Fahrzeuges eingebaut. Bei reinem GNC-Betrieb, der automatisch aktiviert wird, sobald das Tankvolumen 16 Prozent der 47 Liter unterschreitet, leistet der Motor nur noch 49 kW. Das Kofferraumvolumen beträgt 370 Liter.
Es stehen die Ausstattungslinien LE und LX zur Wahl. Der LX verfügt über ein höhenverstellbares Lenkrad sowie Ablagefächer an allen vier Türen. 
Die Serienausstattung umfasst Airbags für Fahrer und Beifahrer, Sicherheitsgurte mit Gurtstraffern an allen fünf Sitzplätzen, eine codegeschützte Wegfahrsperre, dritte Bremsleuchte, CD-Radio connect, 4 Lautsprecher, manuelle Klimaanlage, Pollenfilter sowie USB- und iPod-Anschlüsse im Handschuhfach. 